# 李振生
李振生（1954年12月—），福建南安人，汉族，中华人民共和国政治人物、第十二届全国人民代表大会福建地区代表。

## 生平
李振生任泉州市南安市梅山镇蓉中村党委书记。2013年，担任全国人大代表。
因在脱贫攻坚战中作出突出贡献，2021年2月25日全国脱贫攻坚总结表彰大会上，李振生被授予“全国脱贫攻坚先进个人”。